# Schlossscheibenschlagwerk

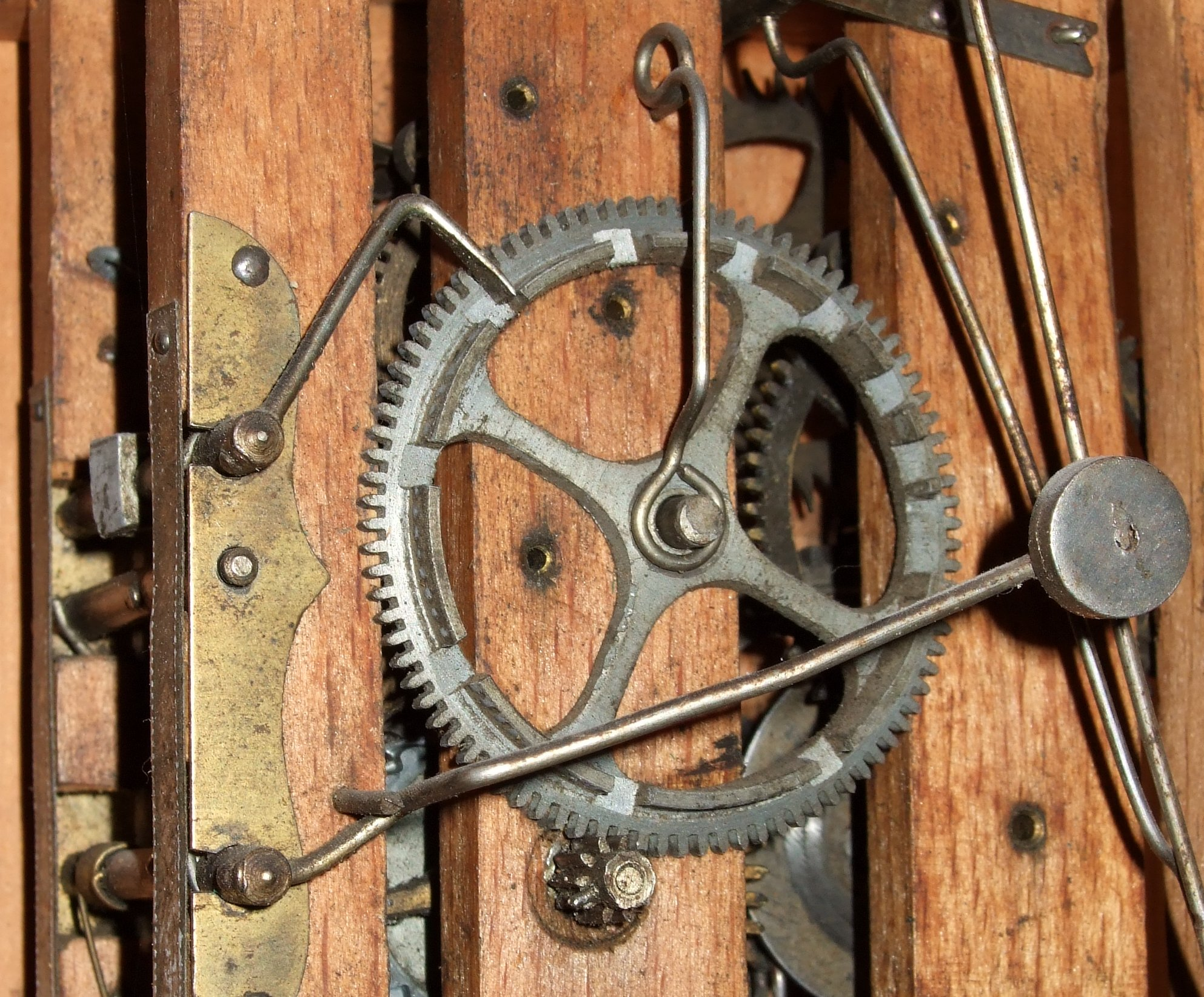
Schwarzwalduhrwerk mit Schlossscheibe

Das Schlossscheibenschlagwerk ist eine alte Bauart eines Schlagwerkes in einer Räderuhr, das man vor allem in antiken Tisch- und Wanduhren findet. Bei einem Schlossscheibenschlagwerk ist im Gegensatz zum ebenfalls alten Rechenschlagwerk keine Wiederholung eines Schlages (i. d. R. durch Betätigung eines Bedienelements, s. Repetitionsschlagwerk) möglich.
Zur Steuerung der zur Uhrzeit passenden Schlaganzahl verwendet man die sogenannte Schlossscheibe (auch: Schlussscheibe oder Zählrad), die am Rand eingeschnitten ist. Während das Schlagwerk abläuft und die Uhr schlägt, dreht sich die Schlossscheibe langsam um ihre Achse. Der Sperrhebel (auch: Haltehebel oder Einfallhebel) gleitet an ihrem Rand entlang, bis er auf einen Einschnitt trifft und einrastet. Damit endet das Schlagen der Uhr. Die Anzahl der Uhrschläge wird dabei durch den Abstand zwischen den Einschnitten gesteuert.

## Bauteile

Räderwerk des Schlossscheibenschlagwerks

Weitere Bauteile außer der Schlossscheibe sind:

- Beisatzrad (mit Schlossscheibe  verbunden)

- Hebnägelrad oder Zapfenrad
- Herzscheibe bzw. Sperrrad bzw. Herzrad bzw. Hebedaumen (bei Schwarzwaldwerken) oder erstes Anlaufrad
- Anlaufräder
- Windfang bzw. Schwungrad oder Windfangtrieb
- Auslösehebel

## Funktion

Steuerung mit Schlossscheibe und Messer und Herzscheibe

Schlossscheibe für zusätzlichen Halbstunden-Schlag

Mit der Schlossscheibe wird erreicht, dass das Schlagwerk nach dem Auslösen mehr als einen Schlag machen kann. Sie dreht sich zusammen mit dem Beisatzrad (auf gleicher Welle befestigt) und kann den zweiten Auslösehebel b+d hindern, zusammen mit dem ersten Auslösehebel in die Ruhelage zurückzukehren. Das ist der Fall, wenn das Messer am Arm K auf den Umfang der Schlossscheibe trifft. Dann dreht das erste Anlaufrad weiter. Es erfolgen weitere Schläge (zweiter bis zwölfter), bis das Messer wieder eine Lücke in der weiter gedrehten Schlossscheibe gefunden hat, der zweite Auslösehebel auch in die Ruhelage zurückgefallen ist.
Weil die Schlossscheibe Zeit benötigt, sich so weit zu drehen, dass sich das Messer nicht mehr über einer Lücke befindet, ist die „Herzscheibe“ als eine weitere Einrichtung nötig. Sie dreht sich zusammen mit dem ersten Anlaufrad auf derselben Welle. Am verlängerten Hebel d befindet sich der Stift s, der Kontakt mit der Herzscheibe hat. Der zweite Auslösehebel wird von ihr seit der Warnung bis kurz vor das Ende der ersten Umdrehung des ersten Anlaufrades in Freistellung gehalten. Ab jetzt kann die Schlossscheibe für die Freistellung sorgen, das Messer kann nicht mehr in die zur Ruhelage gehörende Lücke zurückkehren. Die Distanz zwischen den Lücken entspricht der Zahl der zusätzlichen Schläge (einer bis elf). Die Erhebung zwischen den beiden Lücken vor 1 Uhr und 2 Uhr entfällt (große Lücke), da bei 1 Uhr nur einmal zu schlagen ist. In einem Zyklus von zwölf Stunden werden 78 Schläge ausgeführt. Dabei dreht sich die Schlossscheibe einmal, das erste Anlaufrad 78-mal. Die Schlossscheibe heißt auch Schlussscheibe, denn sie macht mit ihren Lücken Schluss mit einer Schlagfolge.
Ist das Werk zusätzlich für einen Halbstunden-Schlag vorgesehen (zweiter Stift am Minutenrad), werden 90 Schläge pro Zyklus ausgeführt. Die Übersetzung von der Schlossscheibe zum ersten Anlaufrad ist größer. Dieses dreht sich jetzt 90-mal pro Zyklus, während sich die Schlossscheibe wie bisher einmal dreht. Die zehn normalen Lücken entsprechen je zwei Schlägen (Halbstunden-Schlag und erster Schlag jeder Vollstunde), die große Lücke zwischen 12 Uhr und 2 Uhr entspricht jetzt vier Schlägen (zwei Halbschläge, ein Schlag für 1 Uhr und der erste Schlag von 2 Uhr). Die Schlossscheibe in Abbildung ist für 90 Schläge geformt. Jeder der 90 Punkte kennzeichnet ein Neunzigstel des Umfangs und die Ausführung eines Schlages.
36° = 360° / 10 = 360° / ( 1+2+3+4 ) 
 6° = 60° / 10 = 60° / ( 1+2+3+4 ), wenn Scheibendrehung für 6 Schlagzyklen ausgelegt ist, s. nebenstehendes Bild
Winkelteilungen der Schlossscheibe:

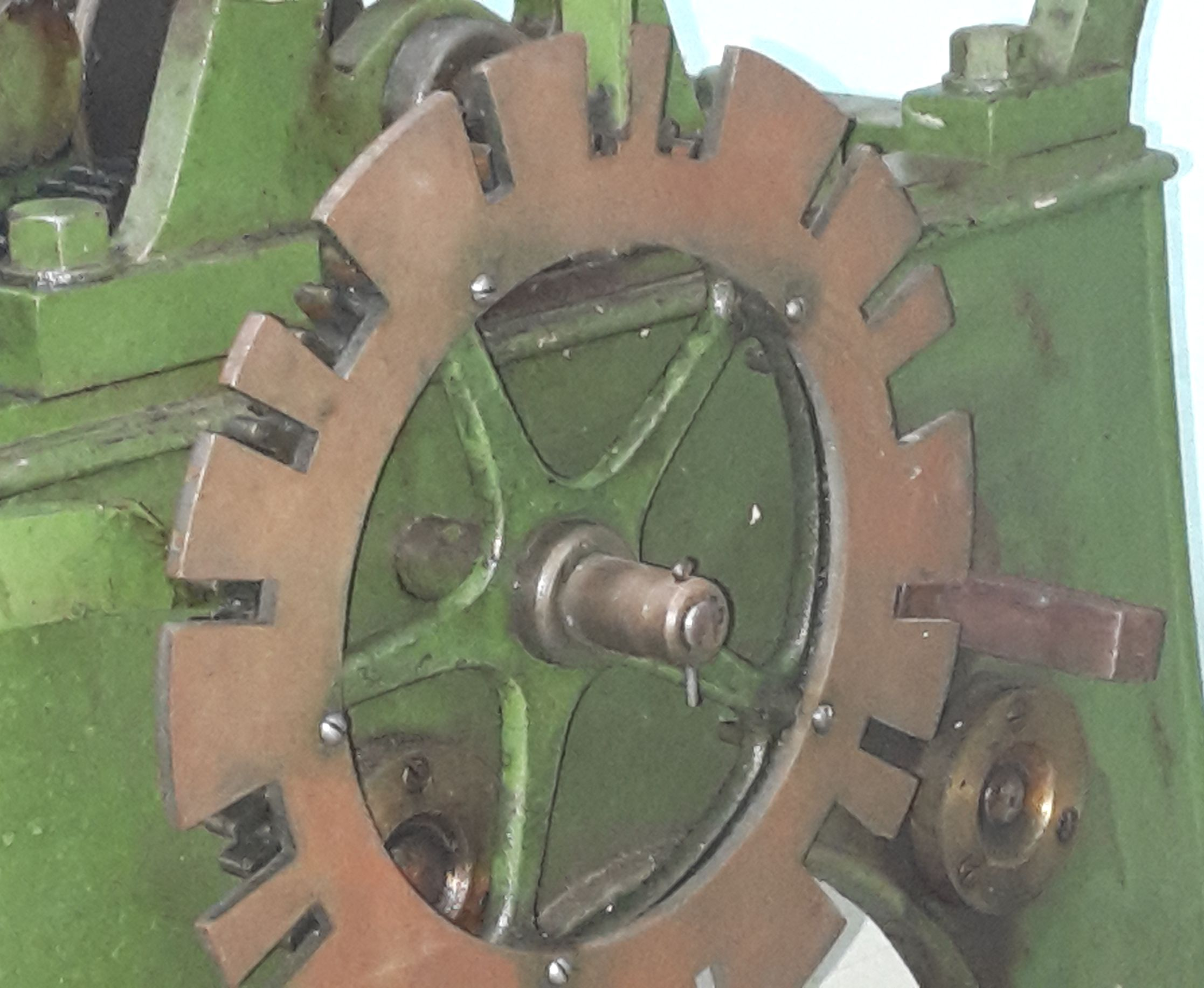
Viertelstunden-Schlossscheibe
1 Scheibendrehung für 6 Schlagzyklen

- Stundenschlag: 4,62° = 360° / 78 Schläge (1+2+3+4+5+6+7+8+9+10+11+12)
- Stunden- und Halbstundenschlag: 4° = 360° / 90 Schläge (1+1+2+1+3+1+4+1+5+1+6+1+7+1+8+1+9+1+10+1+11+1+12+1)
- Viertelstundenschlag mit separatem Schlagwerk: 36° = 360° / 10 Schläge (1+2+3+4) für zum Beispiel den „Wiener Schlag“ oder den „Westminster-Schlag“ 
 6° = 60° / 10 = 60° / ( 1+2+3+4 ), wenn Scheibendrehung für 6 Schlagzyklen ausgelegt ist, s. nebenstehendes Bild

Die  Teilungen  zwischen 4 und 6° zeigen, wie genau die Schlossscheibe und der Einfallhebel zu fertigen ist, um die gewünschte Zahl von Schlägen zuverlässig reproduzieren zu können.
Das Schlagwerk ist typischerweise vom Gehwerk der Uhr entkoppelt. Es wird lediglich vom Minutenrad des Gehwerks nach jeder Stunde (oder halben Stunde) ausgelöst. Danach ist es sich selbst überlassen. Welcher Schlagzahl jeweils erfolgt, hängt nur von der momentanen Lage der Schlossscheibe ab. Die Zuordnung zwischen Gehwerk und Schlagwerk kann verloren gehen, zum Beispiel wenn der Antrieb des Schlagwerks abgelaufen ist, das Gehwerk aber weiter läuft.
Typische Ursachen für den Verlust der Synchronisation, eine Zusammenfassung:
- Ablaufen des Schlagwerks und gleichzeitiges Weiterlaufen des Gehwerks
- Der Schlag kann die Synchronisation verlieren, wenn die Uhrzeiger gegen die normale Bewegungsrichtung verstellt werden. Beispiel: Stellt man die Zeiger von 14:05 auf 13:50, so wird ein Schlag ausgelöst, der der Schlag für 14:30 ist. Wird dann nach zehn Minuten 14:00 angezeigt, so ertönt der Schlag für 15:00. Somit ist die Abweichung eine Stunde. (Vorsicht: Uhrwerke können bei Verstellung der Uhrzeit gegen die normale Bewegungsrichtung der Zeiger beschädigt werden.)
- Wird die Uhrzeit so schnell in normaler Bewegungsrichtung verstellt, dass der jeweils ausgelöste Schlag nicht vollständig ausgeführt werden kann, so geht ebenfalls die Synchronisation verloren.

Die Beseitigung dieser Asynchronität ist über manuelle Auslösung von Schlägen an einem dafür vorgesehenen Griffbereich des Auslösehebels des Uhrwerkes oder an einem daran befestigten Faden möglich.

## Anwendung
Heute werden noch Viertelstunden-Schlossscheibenschlagwerke für den 4/4 Westminsterschlag angewendet. Nach dem Spielen von verschiedenen Tonkombinationen (vier Töne auf vier verschiedenen Glocken) wird  auf der Schlossscheibe per Einfallhebel überprüft, ob die zu spielende Anzahl von Tonkombinationen bereits erreicht wurde: vier zur Viertelstunde, acht zur halben Stunde, zwölf  zur Dreiviertelstunde und sechzehn zur vollen Stunde.

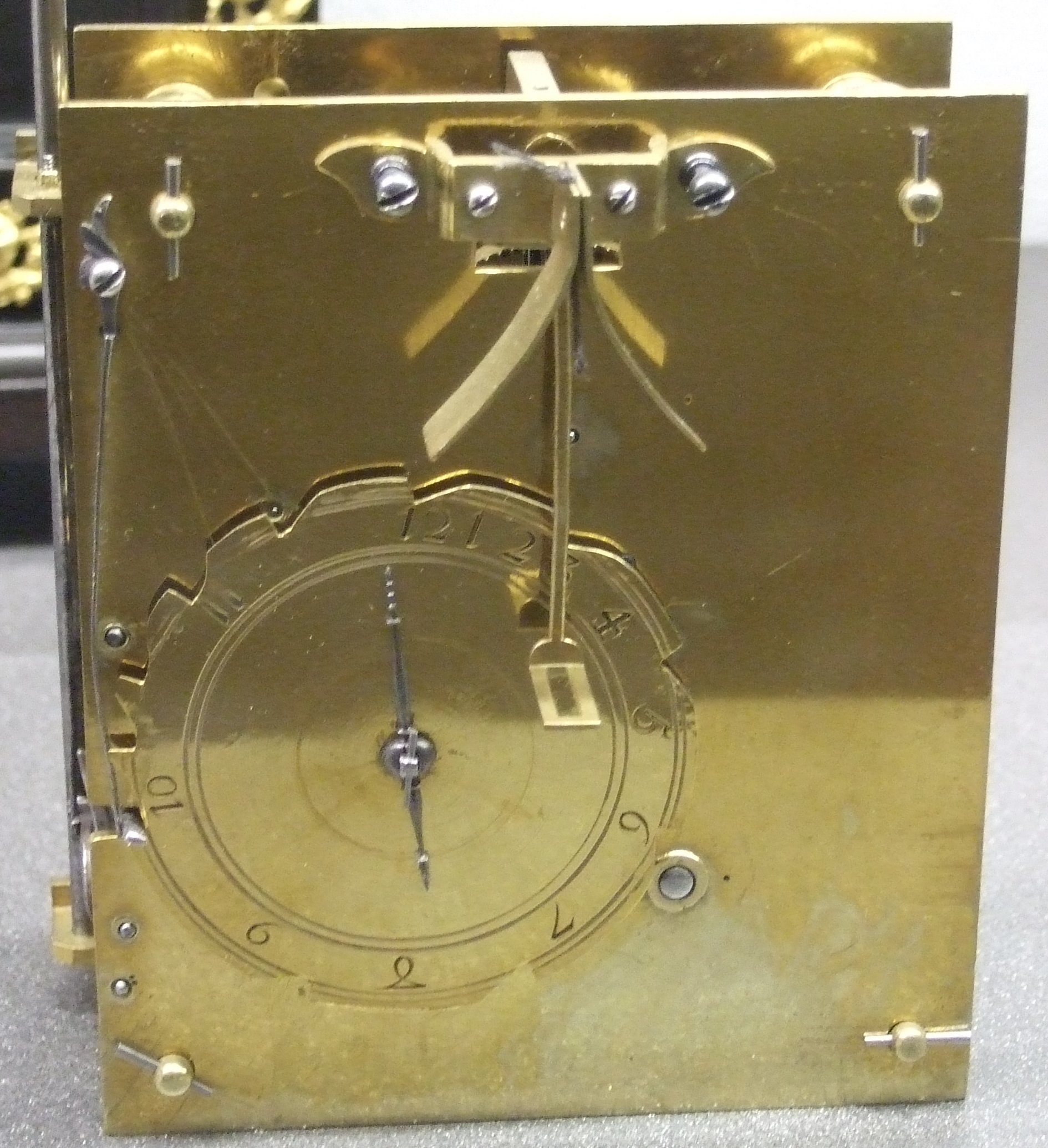
Metalluhrwerk: Renaissance, Schlossscheibe, links das Messer
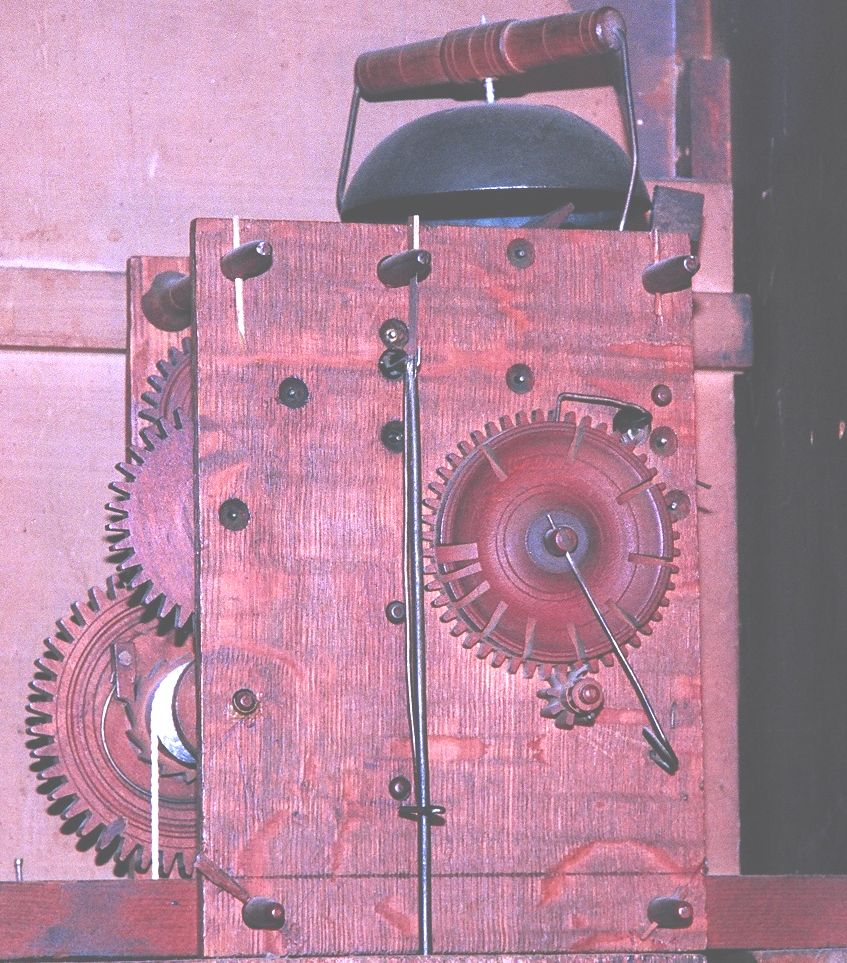
Hölzernes Bodenstanduhrwerk, Schlossscheibe mit relativ tiefen Lücken, z. Zt. der Aufnahme wird 11 Uhr geschlagen
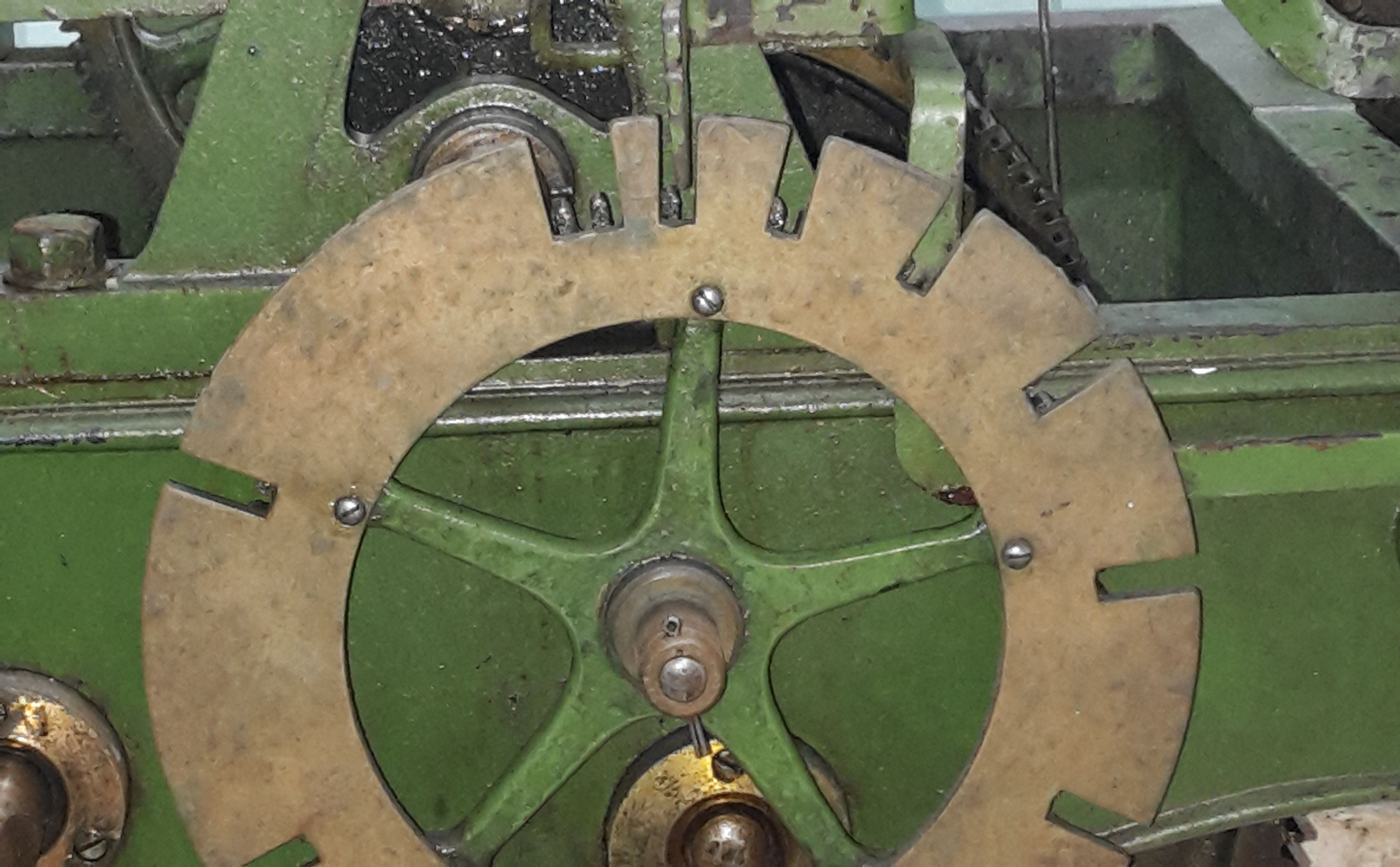
Turmuhr: 19. Jahrhundert, oben das Messer vor 3 Uhr in der Schlossscheibe
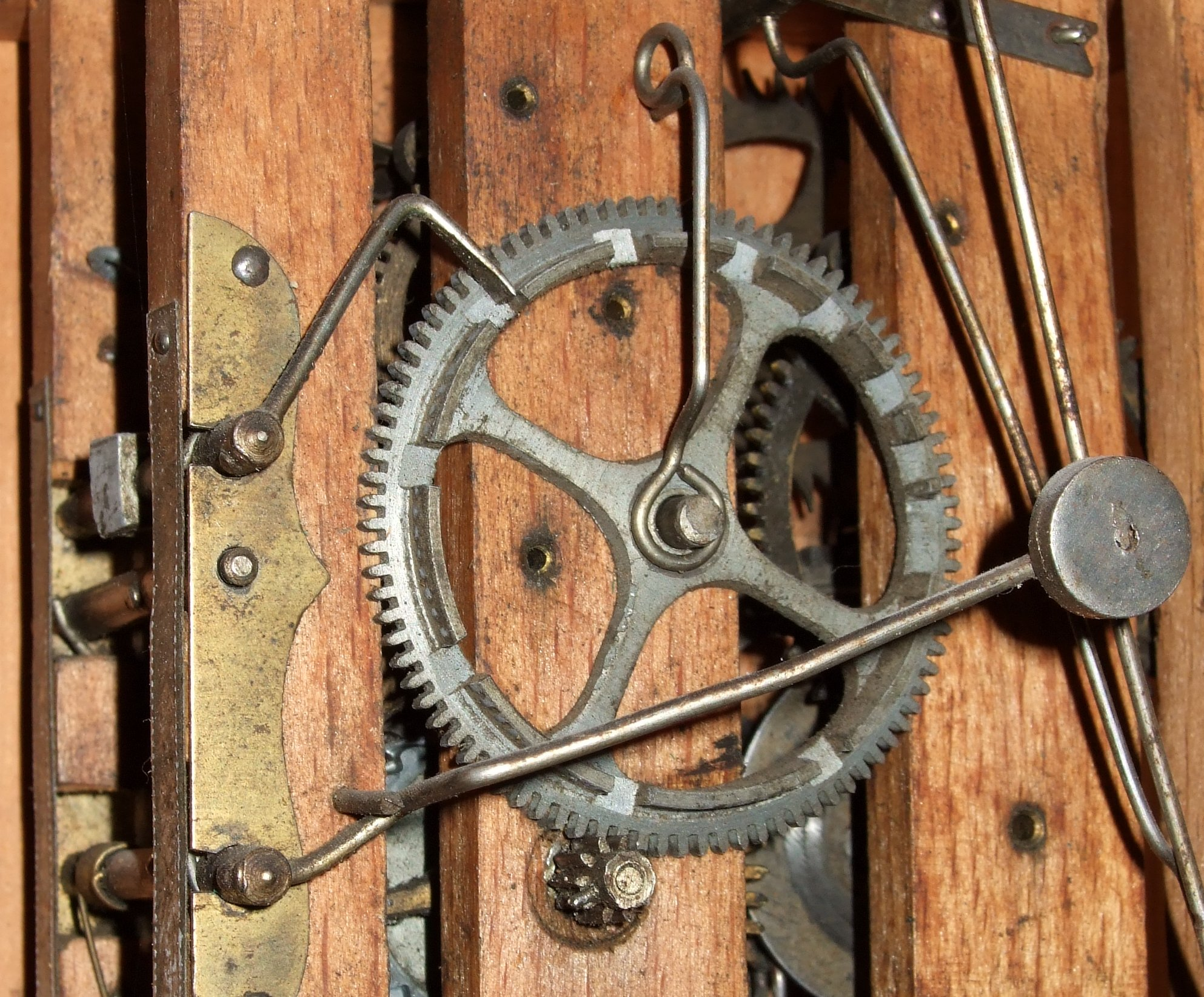
Holzplatinenuhr: Schlossscheibe mit radialen Nocken, links oben das Messer: vor 7 Uhr